# شکرلو (جلیل‌آباد)
شکرلو (به لاتین: Şükürlü) یک منطقه مسکونی در جمهوری آذربایجان است که در شهرستان جلیل‌آباد واقع شده‌است. شکرلو ۳۸۵ نفر جمعیت دارد.